# Josep Comadevall
Josep María Comadevall Crous (ur. 24 listopada 1983 w Salt) – hiszpański piłkarz występujący na pozycji pomocnika w UE Llagostera.

## Statystyki klubowe
| Sezon   | Klub           | Kraj      | Liga               | Mecze | Bramki | Puchary Krajowe | Mecze | Bramki |
| ------- | -------------- | --------- | ------------------ | ----- | ------ | --------------- | ----- | ------ |
| 2005/06 | FC Barcelona B | Hiszpania | Segunda División B | 19    | 0      | -               | -     | -      |
| 2005/06 | FC Barcelona   | Hiszpania | Primera División   | 1     | 0      | -               | -     | -      |
| 2006/07 | Girona FC      | Hiszpania | Tercera División   | -     | -      | -               | -     | -      |
| 2007/08 | UD Las Palmas  | Hiszpania | Segunda División   | 33    | 1      | -               | -     | -      |
| 2008/09 | UD Las Palmas  | Hiszpania | Segunda División   | 13    | 1      | -               | -     | -      |
| 2008/09 | Gavà           | Hiszpania | Segunda División B | 18    | 1      | -               | -     | -      |
| 2009/10 | CF Badalona    | Hiszpania | Segunda División B | 17    | 1      | -               | -     | -      |
| 2010/11 | L’Hospitalet   | Hiszpania | Segunda División B | 34    | 2      | -               | -     | -      |
| 2011/12 | L’Hospitalet   | Hiszpania | Segunda División B | 35    | 6      | -               | -     | -      |
| 2012/13 | UE Llagostera  | Hiszpania | Segunda División B | 35    | 6      | -               | -     | -      |
| 2013/14 | UE Llagostera  | Hiszpania | Segunda División B | 40    | 8      | -               | -     | -      |
| 2014/15 | UE Llagostera  | Hiszpania | Segunda División   | 31    | 3      | -               | -     | -      |
| 2015/16 | UE Llagostera  | Hiszpania | Segunda División   | 39    | 4      | Puchar Króla    | 2     | 0      |

Stan na: 5 czerwca 2016 r.